# Sonia Ben Slama
Pour les articles homonymes, voir Ben Slama.
Sonia Ben Slama, née en 1985, est une réalisatrice documentariste franco-tunisienne, dont le deuxième film, Machtat est projeté au Festival de Cannes 2023, dans le cadre de la programmation ACID. 

## Biographie
Née en 1985, elle grandit à Paris. Elle y étudie l'art et le cinéma à l'université Sorbonne-Nouvelle.
Elle travaille ensuite plusieurs années pour la télévision, comme chargée de développement de programmes et réalisatrice. Elle réalise également deux courts métrages, puis travaille à partir de 2012 sur un premier long métrage, Tout est écrit (Maktoub). En 2015, elle diffuse en Tunisie ce premier long métrage documentaire. Le film raconte l'histoire du mariage de sa grand-mère il y a 70 ans dans une petite ville et du mariage de sa cousine, plus contemporain, au même endroit.
Elle commence ensuite à travailler sur un deuxième projet de long métrage, Machtat. Ce deuxième film documentaire s'intéresse à des thèmes similaires sous un angle différent. Il se place du point de vue de trois musiciennes de mariage, une femme et ses deux filles, l'une mère divorcée, l'autre réfugiée chez sa mère pour éviter les violences de son mari. Ce film soulève la question de la vie de femmes dans une société patriarcale. Il est présenté en avant-première au festival Visions du réel 2023 (compétition internationale longs métrages), puis au Festival de Cannes, dans le cadre de la programmation ACID.
Elle travaille ensuite sur un nouveau projet de long métrage documentaire, 316 North Main Street, tourné aux États-Unis.

## Filmographie (extrait sur les longs métrages)
- 2015 : Tout est écrit
- 2023 : Machtat